# Dracula papillosa
Dracula papillosa é uma espécie de orquídea epífita de crescimento cespitoso cujo gênero é proximamente relacionado às Masdevallia, parte da subtribo Pleurothallidinae. Esta espécie é originária do noroeste do Equador, onde habita florestas úmidas e nebulosas das montanhas.